# Artyleria

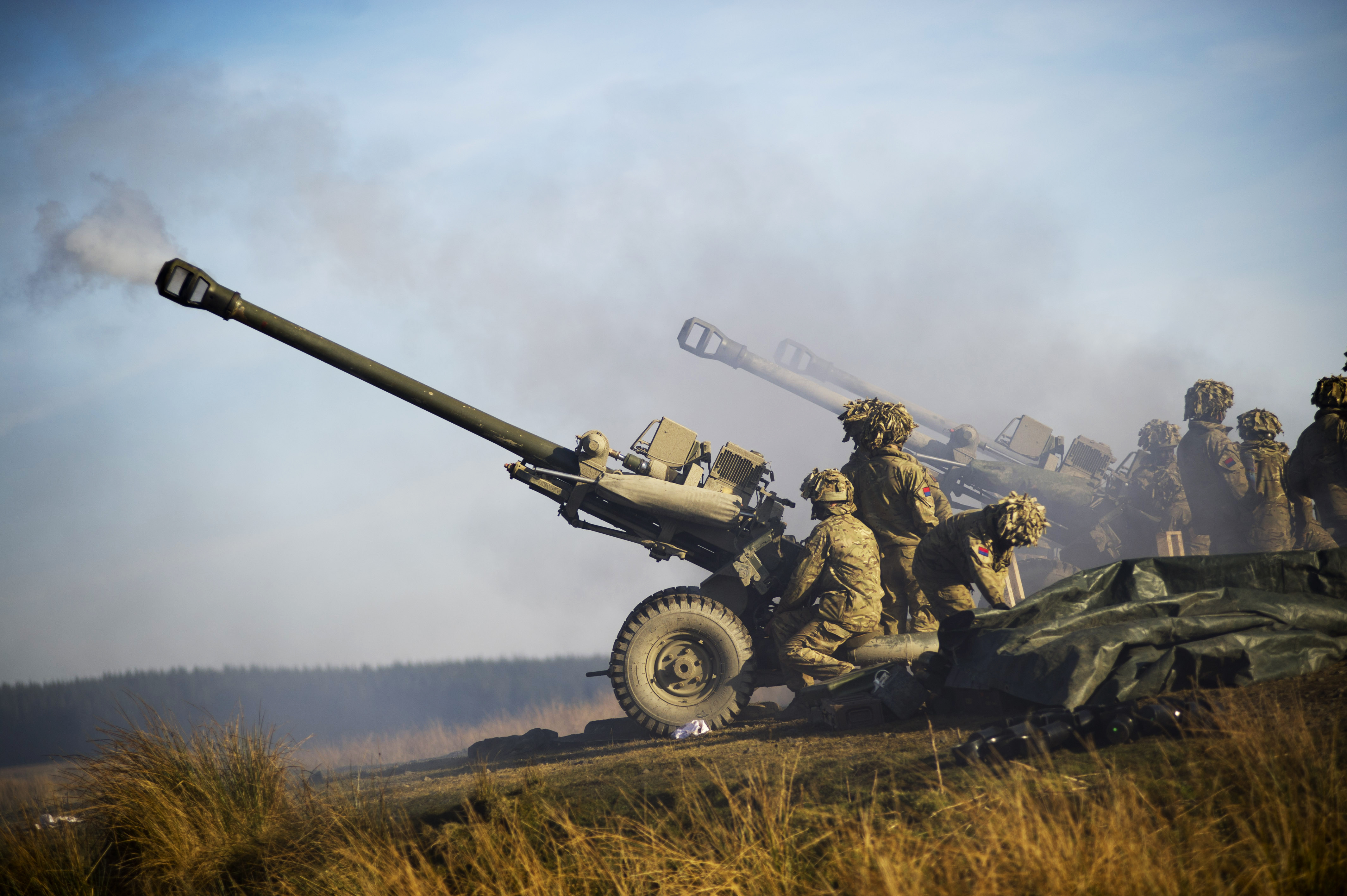
Bateria brytyjskich dział L118

Artyleria – rodzaj wojsk na uzbrojeniu którego znajdują się działa (armaty, haubice, moździerze) oraz wyrzutnie rakietowe, a w przeszłości także machiny miotające. 
Zadaniem artylerii jest zwalczanie celów naziemnych, powietrznych i nawodnych ogniem dział i pociskami rakietowymi. Wykonując swoje zadania, artyleria służy zwykle do wsparcia innych rodzajów wojsk lub działa samodzielnie. W skład artylerii wchodzi także sprzęt i służby umożliwiające skuteczne wykonywanie zadań ogniowych: systemy kierowania ogniem, systemy rozpoznania i wykrywania celów (w tym radary artyleryjskie), służby pomiarowe i inne.
Jako artylerię określa się także poszczególne jednostki artylerii. Mianem gęstości artylerii określa się liczbę artyleryjskich środków ogniowych (dział, wyrzutni rakietowych itp.) przypadających na kilometr frontu.

## Historia
Prawdopodobnie nazwa artylerii wywodzi się z włoskiej arte de tirare (sztuki strzelania), terminu ukutego przez matematyka i jednego z pierwszych teoretyków artylerii, Niccolò Tartaglię. Większość historyków wojskowości przyjmuje, że termin ten obejmuje również stosowane w starożytności i wczesnym średniowieczu machiny miotające, jak katapulta, onager, trebusz czy balista oraz – znany od VII wieku – ogień grecki.

### Średniowiecze

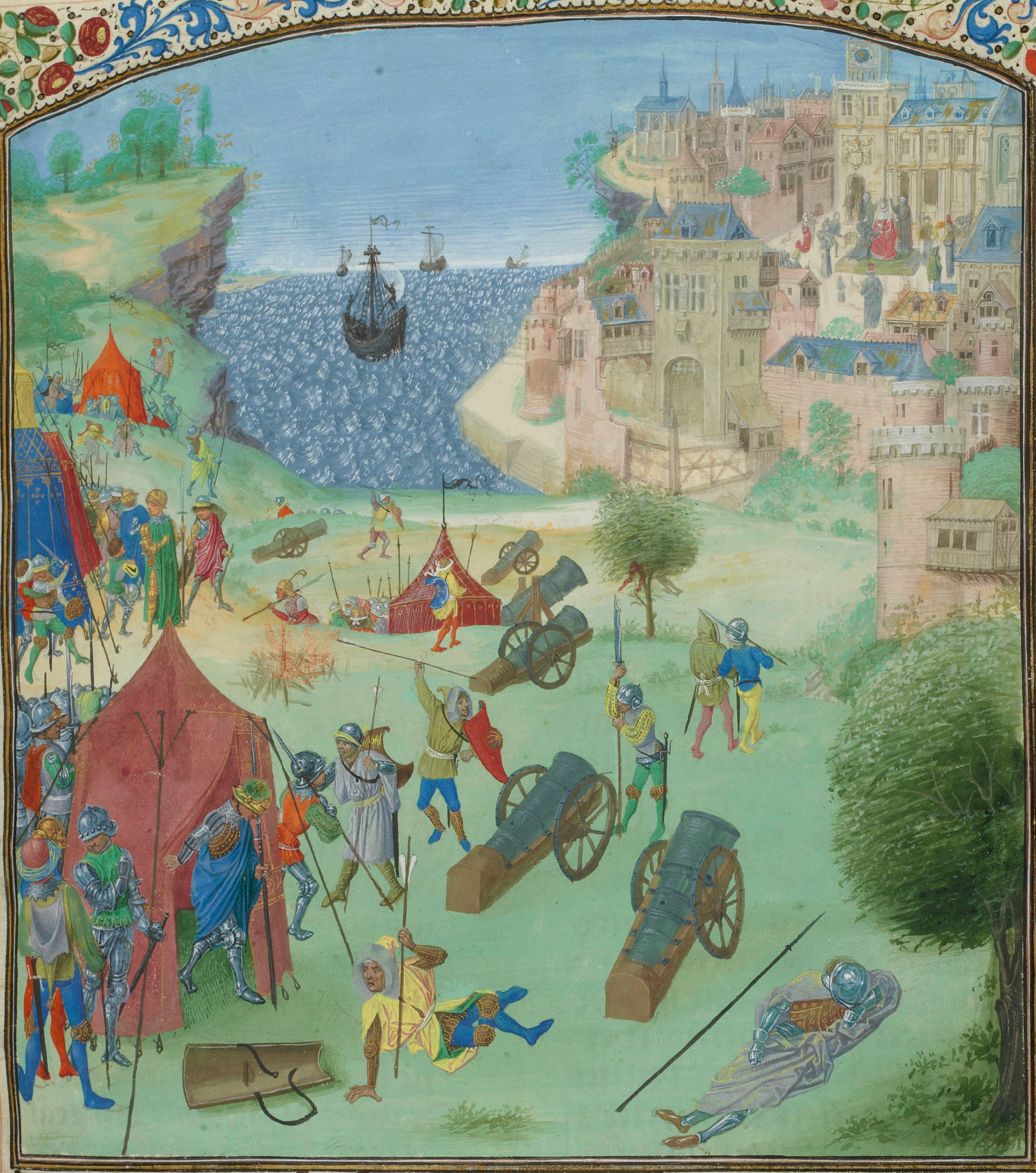
Użycie artylerii w średniowieczu (oblężenie Lizbony w 1384 r.)

Pierwszy udokumentowany przypadek użycia artylerii z wykorzystaniem prochu miał miejsce 28 stycznia 1132 roku, kiedy to generał Han Shizhong (Dynastia Song) obległ i zdobył miasto w Fujianie. Te pierwsze prymitywne działa (albo raczej race) przedostały się wraz z Mongołami do Azji Mniejszej, a stamtąd – w XIII wieku – do Europy, gdzie pierwsze strzały padły w roku 1247 pod Sewillą.
Do Polski artyleria dotarła w XIV wieku; broń palna (puszki) wspomniane są w Statutach wiślickich z 1347. Użyta została podczas bezkrólewia po śmierci Ludwika Węgierskiego, kiedy to stronnicy jednego z kandydatów do tronu oblegali swych przeciwników w Pyzdrach w 1383 roku. Trzeba tu dodać, że armaty tego okresu, strzelające kulami kamiennymi, przydatne były w zdobywaniu umocnień, w polu natomiast miały niewielkie znaczenie. Jan Długosz odnotowuje jej użycie w opisie bitwy pod Grunwaldem i przy oblężeniu zamku w Malborku.
W Europie Zachodniej przełom w tej dziedzinie nastąpił w czasie zmagań wojny stuletniej, aczkolwiek armaty używane na polach bitew były małe i niezbyt silne. Cięższych dział używano jedynie do zdobywania i obrony zamków, jak to miało miejsce podczas walk o Breteuil w roku 1356: oblegani Anglicy wystrzałem z działa zniszczyli francuską wieżę oblężniczą. Do końca XIV wieku działa mogły co najwyżej rozbijać dachy zabudowań twierdz, nie zaś rozbijać ich mury.

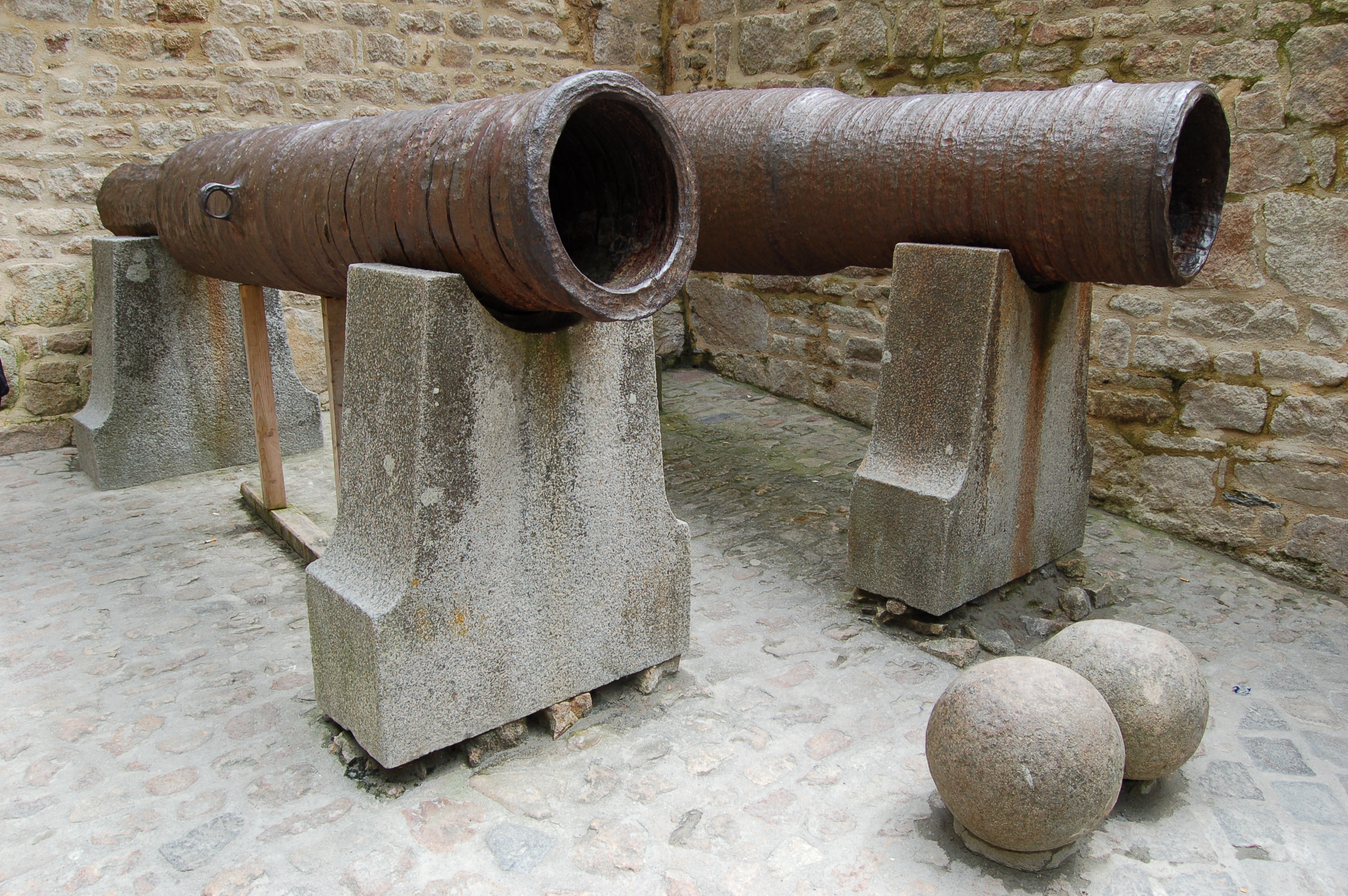
Bombardy z okresu wojny stuletniej

Prawdziwa zmiana nastąpiła w latach 1420–1430. Artyleria uległa wzmocnieniu i mogła już z powodzeniem kruszyć mury zamkowe. Zarówno Anglicy, jak i Francuzi poczynili znaczne postępy w rozwoju artylerii, a w rezultacie tradycyjna przewaga, jaką dawał obleganym mur, straciła swe znaczenie. Lufy dział zostały wydłużone, a receptura produkcji prochu tak ulepszona, że stał się trzykrotnie silniejszy niż uprzednio.
Joanna d’Arc kilkakrotnie używała broni palnej. W swych bitwach pod Jargeau, Meung-sur-Loire i Beaugency posiłkowała się silnymi związkami artylerii. W kwietniu 1430 roku jej siły starły się z Burgundami, którzy wspierali Anglików jako wojsko zaciężne. W tym czasie Burgundowie posiadali najliczniejszą i najsilniejszą artylerię w Europie, ale prowadzeni przez Joannę Francuzi zdołali ich pokonać.
Bartolomeo Colleoni, słynny kondotier w służbach Republiki Weneckiej, ok. 1440 r. zastosował skutecznie artylerię w polu w czasie walk z mediolańskimi Viscontimi.
W armii Mehmeda Zdobywcy, która w roku 1453 zdobyła Konstantynopol, znajdowali się – obok artylerzystów – piesi strzelcy uzbrojeni w rusznice. Turcy sprowadzili pod mury Konstantynopola 69 dział w 15 bateriach. Bombardowanie trwało 45 dni, a działa wystrzeliły 19 320 pocisków.
Artyleria odegrała decydującą rolę „poborcy podatków” we Francji Ludwika XI (1461-1483), gdzie dwór mógł wreszcie utrzymywać kontrolę nad krnąbrnymi wasalami.

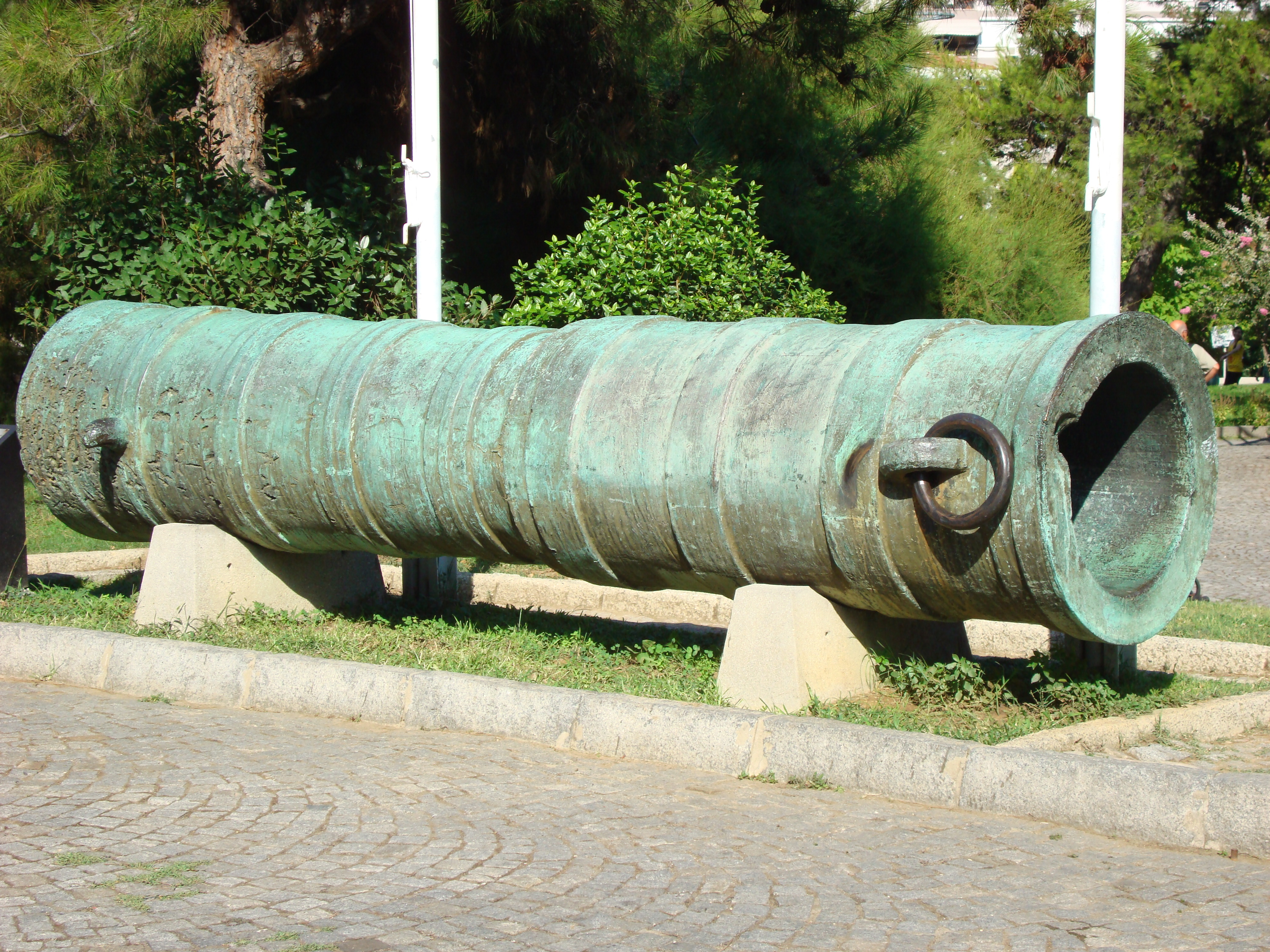
Działo dardanelskie użyte przez wojska Mehmeda II podczas zdobycia Konstantynopola

Bombardy były używane głównie w działaniach oblężniczych. Tzw. „działa dardanelskie”, używane przez Turków podczas oblężenia Konstantynopola w 1453 roku, ważyły po ok. 19 ton, a do dostarczenia na pozycję wymagały 200 ludzi i 60 wołów; mogły wystrzelić zaledwie siedem razy dziennie. Niemniej wzięcie Konstantynopola było pierwszym przypadkiem zmasowanego wykorzystania artylerii oblężniczej w historii.
Pierwsze gładkolufowe europejskie bombardy były bronią masywną i ciężką, pozbawioną lawet i kół, a więc nieruchomą po umieszczeniu na pozycji. Charakteryzowały się różnorodnością kształtów i wymiarów, a nadto były niebezpieczne dla artylerzystów (w roku 1460 Jakub II (król Szkocji) zginął podczas oblężenia Roxburgh w chwili gdy eksplodowała odpalana przezeń bombarda Lew). Ich wielkie rozmiary uniemożliwiały (przy ówczesnym stanie techniki) odlewanie w całości, były więc budowane ze skuwanych razem prętów metalowych, a następnie spinane obręczami, jak beczki.
Pojęcie „działa” wiąże się z wprowadzeniem w XV wieku lawety z zaprzężonym w konie przodkiem, co pozwoliło artylerii towarzyszyć armii w polu. Unowocześnienie techniki odlewniczej i nowe, doskonalsze receptury prochu, umożliwiły zmniejszenie rozmiarów lufy, zaś dodanie biegunów pozwoliło na łatwiejsze podnoszenie lub opuszczanie lufy do pożądanego kąta.
Pierwszeństwo użycia dział polowych tradycja przypisuje Janowi Žižce, który wykorzystywał swe ciągnione przez woły działa w czasie wojen husyckich (1418–1424). Były to jednak wciąż działa ciężkie, nieporęczne i wolne, co spowodowało, że po wprowadzeniu w XVI wieku ręcznej broni palnej, na pewien czas zniknęły (choć nie całkowicie) z pól bitew.

### Nowożytność

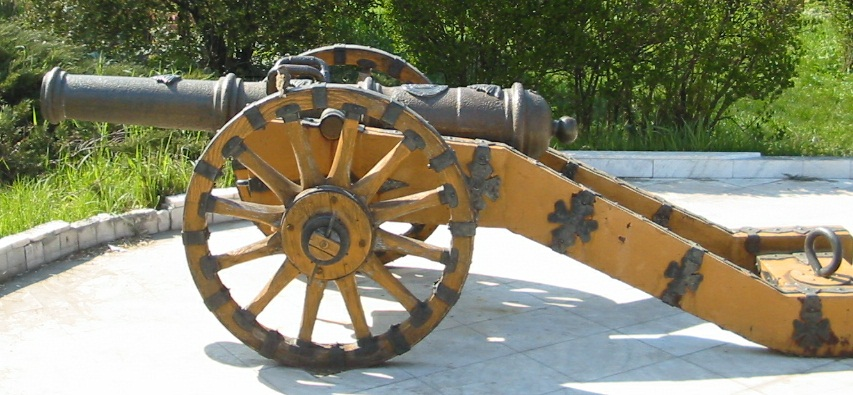
XVII-wieczna armata na lawecie

Kolejnym krokiem na drodze rozwoju broni palnej było wynalezienie naboju, co nastąpiło w latach dwudziestych XVII wieku. Ten prosty płócienny worek szybko został przyjęty we wszystkich krajach Europy. Nabój przyspieszał ładowanie i czynił je bezpieczniejszym, z drugiej jednak strony niewyrzucone z lufy wraz z pociskiem fragmenty spalonego lub nadpalonego płótna zwiększały zabrudzenie lufy, co wymagało dodatkowych czynności przy jej czyszczeniu. Gustaw II Adolf jest uważany za wodza, który – wprowadzając znacznie mniejsze i lżejsze działa – uczynił z artylerii broń efektywną, choć o zwycięstwie w polu nadal decydowały piechota i kawaleria.

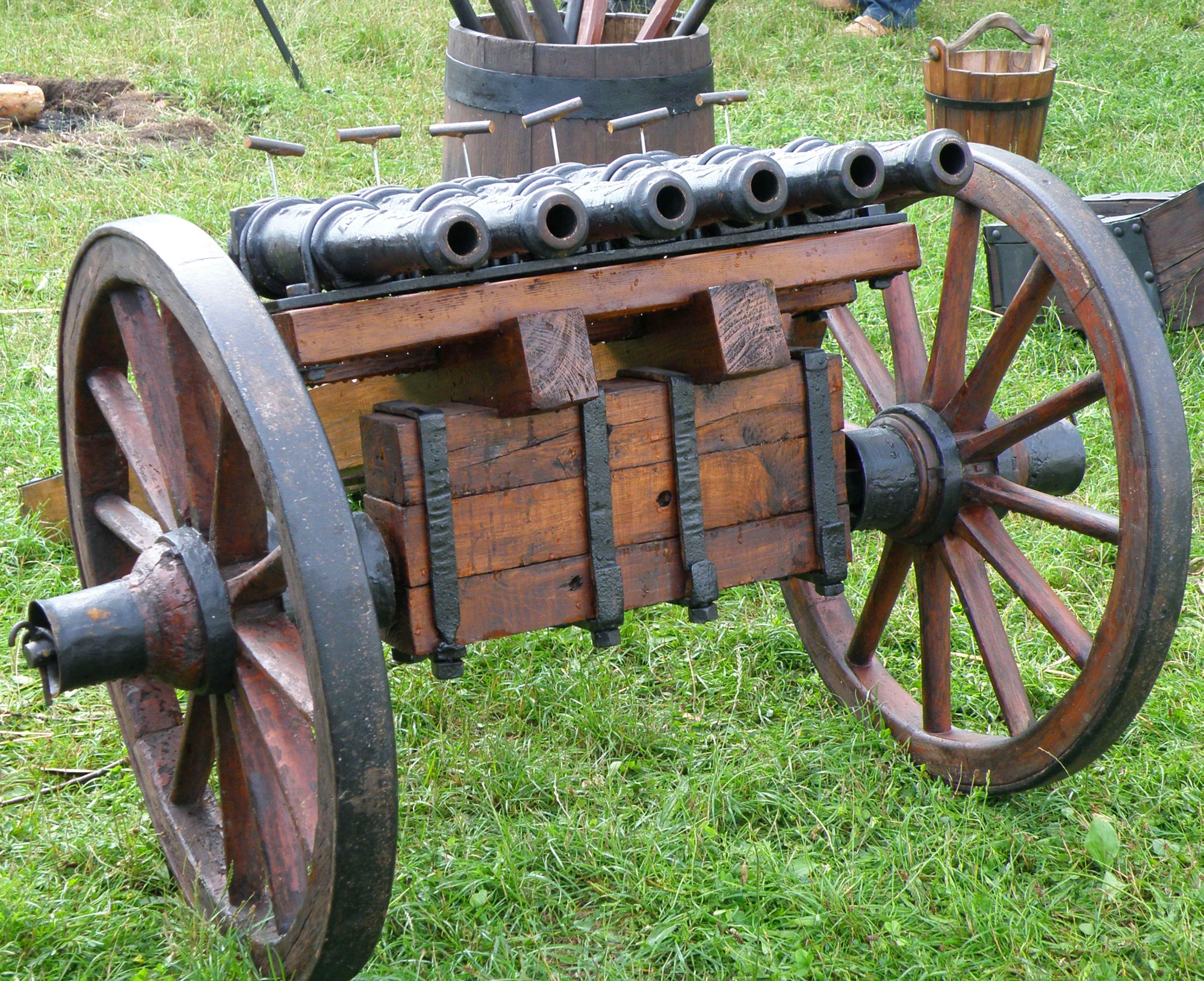
XVII-wieczne Organki (replika)

W XVII wieku wynaleziono granat artyleryjski (pocisk o skorupie wypełnionej prochem i zamknięty czopem z tkwiącym w nim lontem). Wprowadzono też moździerze, a więc pierwsze egzemplarze broni stromotorowej. Budowano również mniej pospolite rodzaje broni palnej, jak np. „organki”.
W roku 1650 Kazimierz Siemienowicz wydał książkę Artis Magnae Artilleriae pars prima, która była jedną z najważniejszych publikacji w dziedzinie wiedzy o artylerii. Przez ponad dwieście lat była w Europie podstawowym podręcznikiem artylerzystów.
Obocznym skutkiem rozwoju artylerii stał się nowy sposób budowy fortyfikacji. W roku 1500 oblegani przez Florentyńczyków mieszkańcy Pizy odkryli, że stos piasku – w odróżnieniu od kamiennego muru – wchłania pociski artyleryjskie doznając przy tym tylko nieznacznych uszkodzeń. Zamiast wznosić wysokie mury usypali więc wały o pochyłych stokach z otaczającą je fosą. Do roku 1520 ten system fortyfikacji bastionowych przyjął się w całych Włoszech, a następnie – udoskonalony przez Holendrów – w Europie.
Działa stawały się coraz mniejsze i lżejsze. Fryderyk II Wielki w czasie wojny siedmioletniej stworzył pierwszą formację artylerii lekkiej, ale do połowy XIX wieku i dokonującej się wówczas tzw. „drugiej rewolucji przemysłowej”, a wraz z nią postępów w metalurgii, chemii i innych dziedzinach wiedzy, niewiele zmieniło się w budowie i zasadzie działania dział. W XVIII wieku wprowadzono żelazne osie do lawet i obręcze do kół ułatwiające przemieszczanie się w terenie.

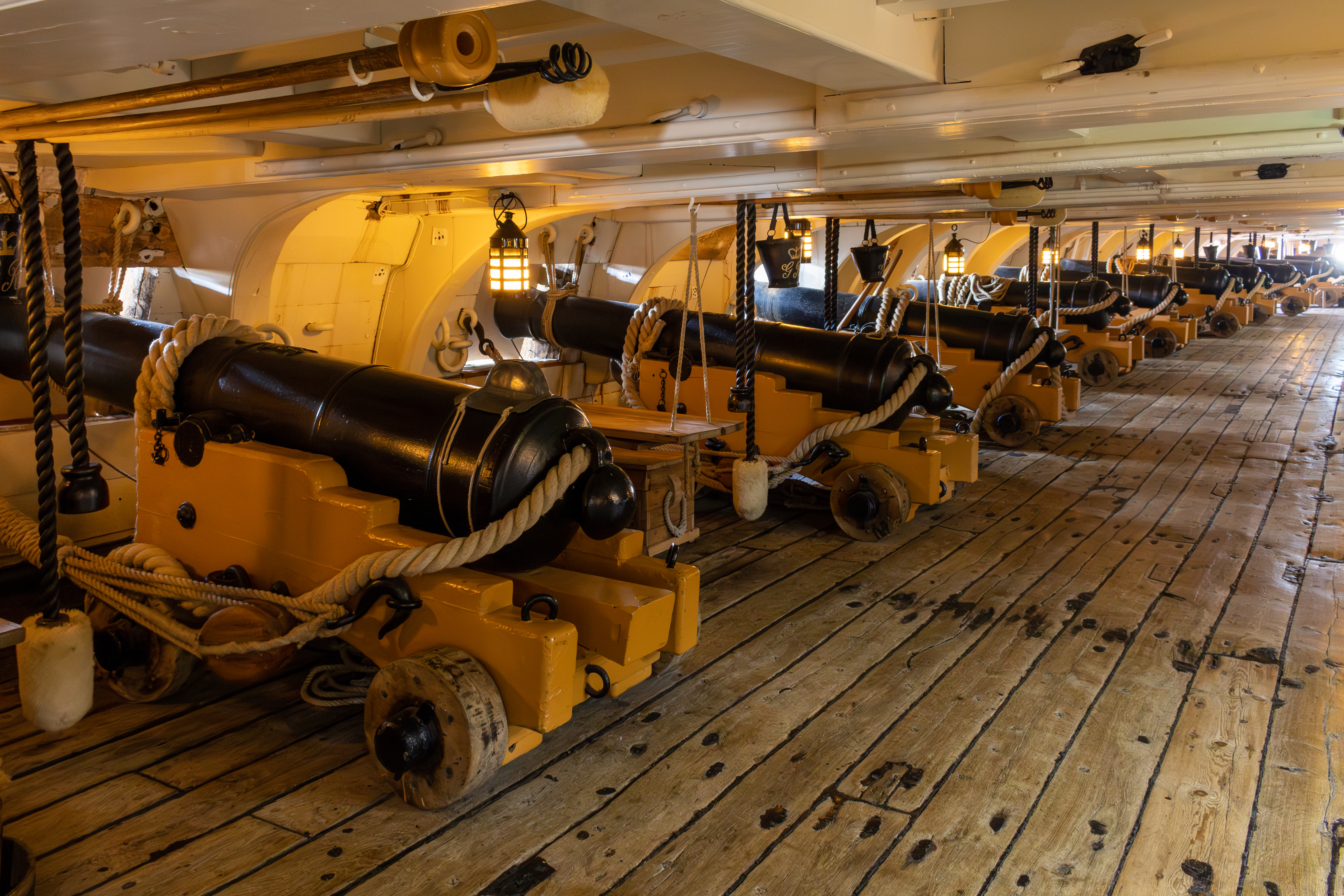
Działa okrętowe w kazamacie okrętu HMS Victory (XVIII w.)

Do rozwoju artylerii w XVIII wieku przyczynił się francuski inżynier Jean-Baptiste Vaquette de Gribeauval, który zaproponował standaryzację broni. Wprowadził do użytku haubicę 150 mm, której lufa, łoże, a nawet amunicja stały się podstawą do opracowania specyfikacji wszystkich nowych dział francuskich. Standardowe, wymienne części tych dział, aż po wkręty, podkładki i nakrętki, ułatwiły masową produkcję i remonty.
Inną poważną zmianą było wprowadzenie w tym samym czasie zamka skałkowego. Dotychczasowa metoda odpalania dział polegała na użyciu lontownicy w celu zapalenia podsypki aplikowanej bezpośrednio do panewki otworu zapłonowego lufy. Technika ta była zawodna: proch na panewce mógł ulec zawilgotnieniu w czasie deszczu, zaś zbytnia jego ilość stwarzała niebezpieczeństwo rozerwania działa.
Zamek skałkowy wymagał jedynie naciągnięcia, a po zwolnieniu osadzony w zamku krzemień uderzał o metal wysyłając wiązkę iskier wprost do otworu zapłonowego powodując wystrzał. Do spustu można było przywiązać linkę i odpalać działo z bezpiecznej odległości. Zmiany te legły u podstaw szeregu zwycięstw Napoleona. Napoleon, sam były oficer artylerii, preferował taktykę polegającą na zmasowanym ostrzale artyleryjskim linii nieprzyjaciela aż do momentu „zmiękczenia” go przed decydującymi atakami własnej piechoty i kawalerii.
Już w XV wieku próbowano gwintować broń palną strzelecką. Maszyny do precyzyjnego gwintowania luf dział pojawiły się dopiero w XIX wieku. Cavelli, Wahrendorff i Whitworth zbudowali gwintowane lufy niezależnie od siebie w latach czterdziestych, jednak działa w nie wyposażone nie znalazły pełnego zastosowania aż do schyłkowego okresu wojny secesyjnej, kiedy to – dzięki postępom w metalurgii – powstały zmodyfikowane działa Rodmana.

### Współczesność

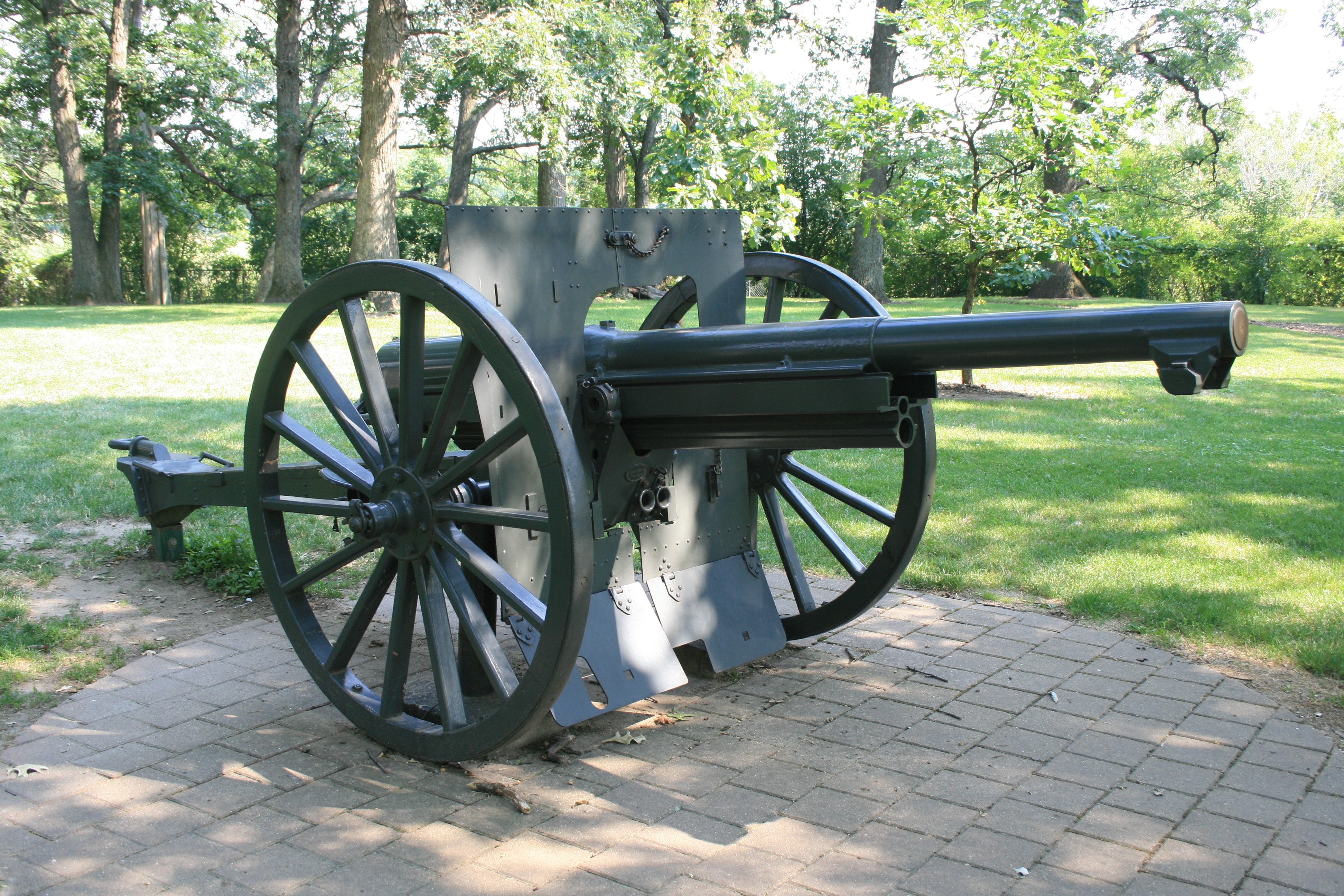
Armata polowa Mle 1897, pierwsza nowoczesna szybkostrzelna armata będąca protoplastą armat współczesnych

Poczynając od lat sześćdziesiątych XIX wieku artyleria była zmuszana do szybkich zmian technologicznych i operacyjnych. Pierwsze działo odtylcowe umożliwiające zwiększenie szybkostrzelności zbudował w roku 1855 William Armstrong; armia brytyjska przyjęła je cztery lata później. Jednak za pierwsze „nowoczesne” działo uchodzi francuska siedemdziesiątka piątka z roku 1897 z zamkiem klinowym, kołyską, oporopowrotnikiem olejowo-powietrznym w kołysce i łożem.
Po wojnie roku 1870 wzrosło zainteresowanie ogniem pośrednim artylerii. W roku 1882 oficer rosyjski, podpułkownik K. G. Guk, opublikował broszurę pt. Ogień pośredni artylerii polowej, w której przedstawił zasady praktycznego namierzania celów niewidocznych dla celującego, a więc obliczania kąta wychylenia i podniesienia oraz korygowanie ognia przez wysuniętego obserwatora.

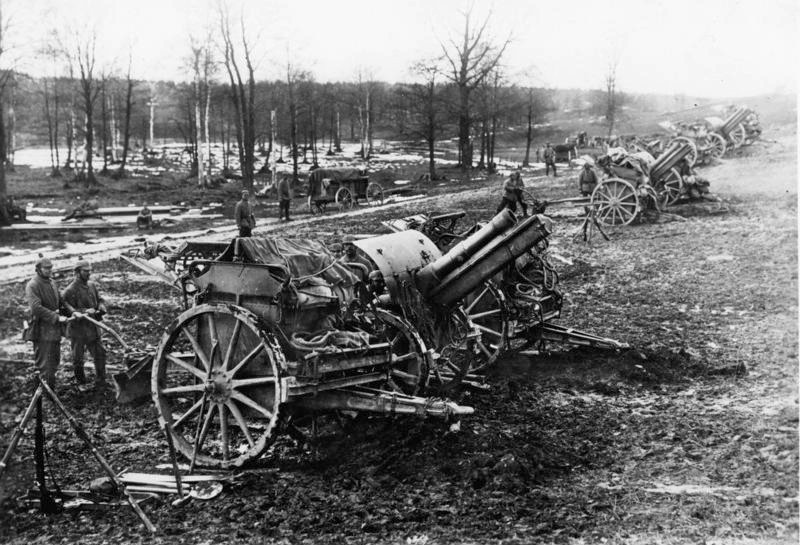
Niemieckie haubice 150 mm pod Arras (I wojna światowa)

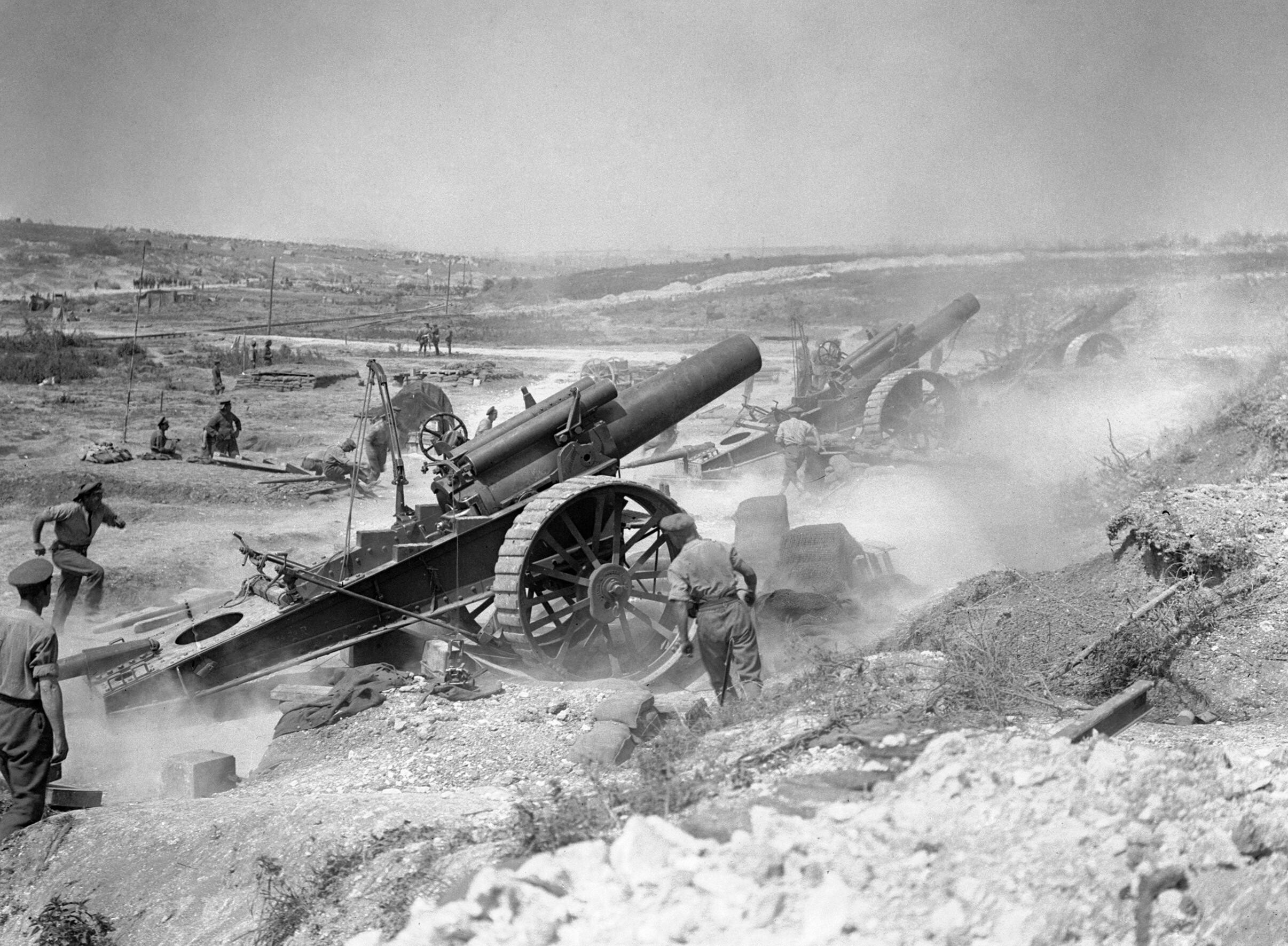
Haubice 200 mm z 39. baterii oblężniczej Royal Garrison Artillery w akcji niedaleko Fricourt podczas I wojny światowej

Kilka lat później wynaleziono w Niemczech pierwowzór goniometru, co pozwoliło na obliczanie azymutu i – wraz z istniejącym już inklinometrem – namierzanie celów. Ogień pośredni był wyznacznikiem dziejów artylerii XX wieku, przy czym okres jej największego rozwoju przypadał na lata I wojny światowej.
Emerytowany generał brytyjski J.B.A. Bailey pisał:

Od połowy osiemnastego do połowy dziewiętnastego wieku ogień artyleryjski powodował około 50% strat na polach bitew. W ciągu następnych sześciu dekad liczba ta wynosiła zaledwie 10 procent; pozostałe 90% to ofiary broni strzeleckiej, która zasięgiem i celnością skutecznie rywalizowała z artylerią. ...W przededniu I wojny światowej ponad milionowa brytyjska Artyleria Królewska stała się formacją większą od Royal Navy. Bellamy (1986), s. 1–7, podaje procentowe dane odnośnie ofiar ognia artyleryjskiego od roku 1914: 45 procent strat rosyjskich i 58% strat brytyjskich w czasie I wojny światowej; 75 procent strat brytyjskich w Afryce Północnej, 51% strat sowieckich (61 procent tylko w roku 1945) i 70 procent strat niemieckich na Froncie Wschodnim; 60 procent strat amerykańskich podczas wojny koreańskiej

## Podział

### Sposób osiągania przezpociskprędkości wylotowej[17]
- artyleria lufowa (klasyczna) – uzbrojona w działa, których lufy nadają pociskom odpowiednią prędkość początkową oraz odpowiedni kierunek (w poziomie i pionie)[18]. Zalicza się do niej artylerię armatnią, haubiczną i moździerzową, a także złożoną z dział bezodrzutowych[18]
- artyleria rakietowa – strzelająca pociskami rakietowymi z wyrzutni rakiet mających od jednej do kilkudziesięciu prowadnic szynowych lub rurowych, ustawionych na podwoziach kołowych lub gąsienicowych, holowanych lub samobieżnych. Pociski używane przez artylerię rakietową są zwykle niekierowane[19]

### Organizacja
- Artyleria dyspozycyjna - jednostki artylerii, które pozostają w dyspozycji dowódcy danego szczebla dowodzenia. Może mu podlegać przez sztab artylerii i własnego dowódcę, lub bezpośrednio[20]
- Artyleria organiczna - artyleria, która organicznie (etatowo) wchodzi w skład wojsk. Artyleria organiczna dzieli się na:
  - armijną
  - korpuśną
  - dywizyjną
  - pułkową
  - batalionową
- Artyleria odwodu naczelnego dowództwa

### Siła ognia
- artyleria lekka
- artyleria średnia (w polskiej terminologii nie istnieje; istnieje jednak np. w USA)
- artyleria ciężka
- artyleria wielkiej mocy (artyleria najcięższa), w tym artyleria kolejowa

### Przeznaczenie
- artyleria polowa – zasadniczy rodzaj artylerii, służący do wsparcia wojsk i wykonywania zadań ogniowych w polu
- Artyleria dalekosiężna (artyleria dalekonośna) - służyła przede wszystkim do zwalczania celów na dalekim przedpolu, zwalczania artylerii przeciwnika (atomowej i konwencjonalnej) oraz jej środków napadu jądrowego. W jej skład wchodziły głównie działa ciężkie i armat wielkiej mocy (kalibru 100 mm i więcej), których donośność przewyższała donośność artylerii dywizyjnej[21]
- artyleria przeciwlotnicza – służąca do zwalczania statków powietrznych
- artyleria przeciwpancerna – służąca do zwalczania pojazdów pancernych
- artyleria morska – artyleria lufowa i rakietowa, wchodząca w skład marynarki wojennej, służąca do niszczenia celów nawodnych, powietrznych i brzegowych. Dzieli się na[18]:
  - artylerię okrętową – instalowaną na jednostkach pływających[18]
  - artylerię nadbrzeżną – stacjonarną, instalowaną na stanowiskach w kluczowych punktach wybrzeża (np. w pobliżu portów i baz), oraz ruchomą, przemieszczaną w zależności od potrzeby; jej zasadniczym zadaniem jest zwalczanie jednostek pływających[22]
  - specyficznym typem artylerii morskiej, tak okrętowej jak i nadbrzeżnej jest artyleria przeciwkutrowa, której zadaniem jest zwalczanie małych i szybkich jednostek, takich jak kutry torpedowe. Na jej wyposażeniu są działa średniego kalibru w bateriach nadbrzeżnych i działa uniwersalne na jednostkach pływających[23]
- artyleria forteczna – służąca do obrony fortyfikacji
- artyleria oblężnicza – służąca do niszczenia fortyfikacji
- artyleria piechoty – służąca do bezpośredniego wsparcia jednostek piechoty
- artyleria górska – łatwo transportowalna, służąca do walk w rejonach górskich (często artyleria juczna)

### Kaliber
- artyleria małego kalibru – używająca dział o kalibrze poniżej 85 mm (w naziemnej artylerii lufowej i rakietowej), między 20 a 60 mm (w przypadku artylerii przeciwlotniczej), a w przypadku w artylerii nadbrzeżnej i okrętowej między 20 do 85 mm[24];
- artyleria średniego kalibru – z działami o kalibrze, odpowiednio, w artylerii naziemnej – od 85 do 140 mm, w artylerii przeciwlotniczej – od 60 do 90 mm, w artylerii nadbrzeżnej i okrętowej – od 100 do 200 mm[25];
- artyleria dużego kalibru – z działami o kalibrze, odpowiednio, w artylerii naziemnej – od 140 do 280 mm, w artylerii przeciwlotniczej – ponad 100 mm, w artylerii nadbrzeżnej i okrętowej – od 200 do ponad 400 mm[24].

### Tor lotu pocisku
- artyleria płaskotorowa (armata)
- artyleria stromotorowa (haubica, moździerz)

### Sposób transportu
- artyleria stacjonarna – artyleria nadbrzeżna, forteczna itp., wymagająca przygotowanych pozycji
- artyleria piesza – pozbawiona własnych środków transportu
- artyleria juczna – przewożona przez zwierzęta juczne
- artyleria holowana – uzbrojona w holowane działa lub wyrzutnie rakietowe holowane za środkiem transportu
  - artyleria konna – holowana o ciągu konnym
  - artyleria motorowa – holowana o ciągu motorowym lub samobieżna
- artyleria samobieżna – uzbrojona w działa samobieżne lub samobieżne wyrzutnie rakietowe
- artyleria kolejowa – uzbrojona w działa kolejowe

Określenia artyleria używa się także w odniesieniu do uzbrojenia okrętów (zob. okręt artyleryjski), pociągów pancernych itp.

## Okresy działalności ogniowej artylerii
W natarciu:
- ogniowa osłona podejścia
- ogniowe przygotowanie ataku
- ogniowe wsparcie ataku
- ogniowe wsparcie natarcia wojsk w głębi obrony przeciwnika

W obronie:
- ogniowe wzbronienie podejścia i rozwinięcia wojsk przeciwnika
- ogniowe odparcie ataku
- ogniowe wsparcie wojsk broniących się w głębi
- ogniowe wsparcie kontrataku